# Herb powiatu dzierżoniowskiego
Herb powiatu dzierżoniowskiego – jeden z symboli powiatu dzierżoniowskiego, ustanowiony 29 sierpnia 2000 roku.

## Wygląd i symbolika
Herb przedstawia na tarczy trójdzielnej (w kształcie litery T) w lewym polu na złotym tle sowę czerwoną siedzącą na wzgórzu zielonym; w polu prawym na złotym tle, orła czarnego z przepaską srebrną na piersi z krzyżem siedzącego na czółenku tkackim błękitnym; w polu dolnym czerwonym św. Jerzego w srebrnej zbroi, przebijającego włócznią smoka zielonego.
Sowa na wzgórzu symbolizuje Góry Sowie, czarny orzeł to orzeł dolnośląski, zaś wizerunki czółna tkackiego oraz świętego Jerzego przebijającego smoka zaczerpnięto z herbów dwóch największych miast powiatu – Bielawy i Dzierżoniowa zgodnie z założeniami, które przewidywały wykorzystanie w projekcie już istniejących herbów gmin.

## Historia
Projekt herbu powiatu dzierżoniowskiego został stworzony przez Centrum Heraldyki Polskiej w Warszawie. Głównym założeniem podczas prac projektowych było odniesienie się do istniejących już herbów gmin powiatu.
Gotowy projekt, pozytywnie zaopiniowany przez Zarząd Powiatu oraz Komisję Edukacji i Kultury, został przyjęty przez Radę Powiatu Dzierżoniowskiego podczas sesji 30 listopada 1999 roku. W grudniu tego samego roku, pozytywnie odniósł się do niego Heraldyczny Punkt Konsultacyjny przy Ministerstwie Spraw Wewnętrznych i Administracji, uznając go za zgodny z zasadami heraldyki.
Jako obowiązujący, herb został ustanowiony uchwałą Rady 29 sierpnia 2000 roku.